# Meistera trichostachya
Meistera trichostachya là một loài thực vật có hoa trong họ Gừng. Loài này được George Henry Kendrick Thwaites đề cập năm 1861 như là var. β (C. P. 3704) của Amomum fulviceps. Năm 1892, Arthur Hugh Garfit Alston nâng cấp nó thành loài khác biệt và đưa ra mô tả khoa học đầu tiên dưới danh pháp Amomum ciliatum. Tuy nhiên, danh pháp này là không hợp lệ (nomen ilegitimum), do nó đã được Carl Ludwig Blume sử dụng từ năm 1827 để chỉ một loài khác trên thực tế không có ở Sri Lanka (danh pháp chính thức hiện tại là Meistera aculeata).
Năm 1931, Arthur Hugh Garfit Alston đặt tên và hợp lệ hóa cho loài ở Sri Lanka này là Amomum trichostachyum. Năm 2018, Jana Leong-Škorničková và Mark Newman chuyển nó sang chi Meistera mới được phục hồi.

## Phân bố
Loài này có tại Sri Lanka.